# 波科拉鄉 (比霍爾縣)
46°41′N 22°17′E / 46.683°N 22.283°E
波科拉鄉（羅馬尼亞語：Comuna Pocola, Bihor），是羅馬尼亞的鄉份，位於該國西北部，由比霍爾縣負責管轄，面積21平方公里，海拔高度168米，2007年人口1,578，人口密度每平方公里74人。